# Mugunghwa-Orden
Der Große Mugunghwa-Orden (auch Großer Orden von/der Mugunghwa) ist der höchste Verdienstorden der Republik Korea. Der Orden wird an südkoreanische Präsidenten verliehen und kann auch an deren Ehepartner sowie an die Staatsoberhäupter der Verbündeten Südkoreas verliehen werden. Er zeichnet „herausragende Verdienste zur Förderung der Entwicklung und Sicherheit der Republik Korea“ aus.
Mugunghwa ist der koreanische Name für die Blume Hibiscus syriacus, die südkoreanischen Nationalblume.

## Geschichte
Der Mugunghwa-Orden wurde am 13. August 1949 ins Leben gerufen und zwei Tage später an den Präsidenten Rhee Syng-man verliehen.
Gewöhnlich wird der Mugunghwa-Orden kurz nach der Amtseinführung an den neuen Präsidenten Südkoreas verliehen. Dabei vergibt der Präsident, dessen Amtszeit endet, die Medaille an den neugewählten Präsidenten. Roh Moo-hyun wollte dies hingegen ändern und den Orden erst zum Ende seiner Amtszeit entgegenzunehmen. Er sagte, es sei nicht sinnvoll, die Auszeichnung direkt nach der Wahl zu übergeben. Auch Lee Myung-bak nahm die Auszeichnung erst zum Ende seiner Amtszeit entgegen und begründete dies mit der schwierigen wirtschaftlichen Lage während seiner Präsidentschaft, in der ihm eine Verleihung nicht angemessen vorkam. Park Geun-hye und Moon Jae-in hingegen, nahmen den Orden wieder bei ihrer Amtseinführung entgegen.
Das erste ausländische Staatsoberhaupt, das den Orden verliehen bekam, war der westdeutsche Präsident Heinrich Lübke, gemeinsam mit seiner Frau, Wilhelmine Lübke.